# 宗次郎
宗次郎（1954年10月10日—），本名野村宗次郎，出生於群馬縣館林市，日本陶笛演奏家。
他使用的陶笛都是由自己制作，出道前就开始从事陶笛制作的工作，已经制作了数万个，实际演奏使用的陶笛有十余个。1980年以来，他生活在栃木縣的一所废弃小学中，現在居住在茨城縣常陸大宮市（緒川村）的山村中度过晚年。陶笛演奏家壽和是其師兄。

## 人物经历
- 1973年 群馬縣立館林高等學校毕业。
- 1975年 开始接触陶笛的音色。当年开始师从陶笛演奏家火山久。他利用栃木当地山谷的废弃材料来制作陶笛。
- 1979年 迁移到栃木縣芳賀郡茂木町。
- 1980年 迁移到废弃小学中。
- 1985年 Sound Design唱片（因合成器音乐家喜多郎而知名的唱片公司）发表第一张专辑。
- 1986年 NHK特集《大黄河》原声音乐创作，获得很多人气，大大提高了知名度。
- 1993年 自然三部曲《木道》、《風人》、《水心》获得第35回日本唱片大獎企划奖。与壽和一起参与电影《恐龍物語》（REX 恐竜物語，角川春樹导演）的音乐演奏，并在米米CLUB演唱的主題歌《ときの旅路 〜REXのテーマ〜》中参加演奏。
- 1997年 电影《良寛》（瀨戶內寂聽作品《手毬》改编）中担任音乐演奏。
- 1999年 長野縣伊那谷地方乡土电影《こむぎいろの天使 すがれ追い》（後藤俊夫导演）中由齊藤由貴演唱的主題歌《こむぎいろの天使》担任陶笛演奏。
- 2004年 电影《おにぎり》（齋藤耕一导演）中担任音乐演奏。
- 2006年 电影《THE WINDS OF GOD》（今井雅之导演）中担任音乐演奏。angela专辑《PRHYTHM》中收录的曲目「翼」中担任音乐演奏。
- 2008年 与常陸大宮市当地合作完成专辑《SOJIRO オカリーナの森》。
- 2010年1月31日 萬葉集专题研讨会（名古屋市）上演奏陶笛，并與学者中西進对话。
- 2018年5月5日在云南市昆明市云南艺术学院实验剧场举办陶笛之夜听见你的声音专场音乐会，演奏了《故乡的原风景》《风从山间吹来》《大黄河》，每首曲目都结合荧幕光效，展现了大自然的奇观。[1]

## 个人作品

### 早年时期
- Glory 幸福（日语）（1985年）
- 大黄河（日语）（1985年9月25日，大黃河OST）
- 大黄河悠久の旅
- 心 Kokoro（1987年）
- Harmony（ハーモニー）（2004年5月19日）
- 大黄河II（1985年10月25日）
- 大黄河 Best Selection
- フォレスト
- ヴォヤージ
- 日本のうた こころのうた
- イメージス
- FRESH AIR
- acoustic 宗次郎
- 宗次郎特選
- 世界のうた こころのうた
- アーリータイムス
- 宗次郎特選II
- ヒーリング・ガーデン
- ヒーリング・ガーデンII
- ヒーリング・ガーデンIII

### 环球时期
- 木道（1991年10月10日）
- 風人（1992年9月21日）
- 水心（1993年9月22日）
- 鸟之歌（鳥の歌） Cant dels ocells（1994年9月21日）
- 又一个圣诞节（もうひとつのクリスマス） （1994年11月16日）
- 光之国——树荫下的花（光の国・木かげの花） （1995年9月20日）
- Japanese Spirit （1996年9月20日，与伊藤多喜雄合作）
- acoustic world 42 （1997年5月28日）
- 可爱的森林（愛しの森 a-moll） （1997年9月26日）
- 美丽河山（まほろば）（1998年9月18日）
- 奥卡利那笛练习曲～古典名曲集～（オカリナ・エチュード 〜クラシック名曲集〜）（1998年11月18日）
- 前进的脚步（あゆみ） （1999年9月15日）
- 奥卡利那笛练习曲2～爱唱歌名曲集～（オカリナ・エチュード2  〜愛唱歌名曲集〜 ）（1999年12月1日）
- 天空的猎户座（天空のオリオン） （2000年9月1日）
- 宗次郎25周年纪念特辑（BEST SELECTION 〜Sojiro 25th Anniversary〜） （2000年12月16日）
- 奥卡利那笛练习曲3～二重奏～（オカリナ・エチュード3  〜デュエット〜） （2001年4月11日）
- 在寂静的地球上（静かな地球の上で）（2001年9月21日）
- 奥卡利那笛练习曲4～教堂～（オカリナ・エチュード4 〜チャーチ〜）（2001年11月28日）
- 最动人的声音（オリジナルBEST featuring voice）（2002年1月23日）
- 谢谢（イアイライケレ）（2002年9月25日）
- 奥卡利那笛练习曲5～银屏音乐～（オカリナ・エチュード5 〜スクリーン・ミュージック〜）（2003年1月22日）
- 奥卡利那笛练习曲精选～点播～（オカリナ・エチュードコレクション −リクエスト−）（2003年9月3日）
- 遥远的尾濑（遥かなる尾瀬）（2004年4月29日）
- Ocarina Wind Family （2005年5月21日）
- 宗次郎 Original Best 1991－2002（宗次郎オリジナル・ベスト1991〜2002） （2005年8月3日）
- Prime Selection 宗次郎（プライムセレクション宗次郎） （2006年1月18日）
- WINDS OF GOD -KAMIKAZE- （2006年8月9日）
- 陶笛宗次郎演奏的抒情歌 爱唱歌BEST（オカリナ宗次郎が奏でる叙情歌・愛唱歌BEST） （2007年3月21日）
- 陶笛圣母颂（土の笛のアヴェ・マリア） （2007年8月1日）
- THE PREMIUM BEST 宗次郎（ザ・プレミアム・ベスト 宗次郎 ）（2009年）
- オカリーナの森から （2009年）
- 古~いにしえみち~道 （2010年）

## 广播节目
- 川口技研プレゼンツ　宗次郎　オカリーナの森から （文化放送 2010年4月10日～）

## 其他活动
- DVD《宗次郎的两个生活原风景＋现风景》
- 著作《Sojiro Ocarina Works 1975-2005～飞驹の空から〜～ 》
- 《宗次郎の世界 THE WORLD OF SOJIRO PREMIUM BOX》，多CD，收录共10卷自己作曲的曲目和世界名曲
- 担任JR东日本一部分发车音乐作曲，并实际使用。因著作权费用问题，2005年以来替换，现在高崎问屋町駅不再使用。
- MRO广播《宗次郎とオカリナ》节目（2007年6月结束，2曲现场演奏，并有本人讲话）
- 所居住的常陆大宫市茨城县立常陆大宫高等学校（2006年4月开校）校歌作曲。
- 2008年、旅チャンネル《地元の人が教える！2泊3日の旅》第18话“风と大地の音を求めて　花盛りの大湿原・尾瀬の旅”出演。
- 儿时喜欢看多多良沼的夕阳。 少年时代丰富的自然体验，特别是与土壤接触的特别感受是他创作的灵感来源。
- 立松和平是他的好友。
- 设有官方Fan Club“Sojiro Ocarina Wind Family（SOWF）”。